# Hafen im Nebel
Hafen im Nebel (französisch: Le Quai des brumes) ist ein französischer Liebesfilm in Schwarzweiß von Marcel Carné aus dem Jahr 1938. Er basiert auf dem gleichnamigen Roman von Pierre Mac Orlan.

## Handlung
Der desertierte Soldat Jean lässt sich spätnachts von einem Lastwagenfahrer nach Le Havre mitnehmen. Die neblige Hafenstadt in der Normandie soll sein Tor in die Freiheit werden. Hungrig und auf der Suche nach einem Nachtlager lernt er in der Hafenspelunke des alten „Panama“ die junge Nelly kennen und verliebt sich in sie. Jean hat eine Glückssträhne, denn am nächsten Tag „erbt“ er von einem lebensmüden Maler, der am Morgen ins Meer gegangen ist, dessen Zivilkleider, Papiere, Geld und Malutensilien. Er trifft sich am Hafen mit Nelly und ohrfeigt den Kleinganoven Lucien, einen Taugenichts, der es ebenfalls auf die siebzehnjährige Schönheit abgesehen hat.
Jean beabsichtigt, mit einem Schiff nach Venezuela zu fahren. Zuvor trifft er sich mit Nelly auf einem Rummelplatz und beide verbringen die Nacht in einem Hotel am Hafen. Am nächsten Morgen kommt die Zeitung mit der Nachricht, dass man die verstümmelte Leiche von Maurice gefunden hat, Nellys früherem vermissten Geliebten. Nelly ist nun schlagartig klar, dass ihr eifersüchtiger Vormund Zabel Maurice umgebracht hat, hat sie doch zuvor unter der Kellertreppe von Zabels Geschäft Manschettenknöpfe von Maurice gefunden und nachts einen Schrei gehört. Sie läuft zu Zabel und versucht ihn mit diesem Wissen ihrerseits zu erpressen, Jean nicht bei der Polizei zu melden, denn Zabel weiß, dass Jean ein Deserteur ist. Als Zabel versucht, sich im Keller an Nelly zu vergreifen, tritt Jean dazwischen und erschlägt ihn in maßloser Wut. Bevor er aufs Schiff zurückkehren kann, schießt ihm Lucien auf offener Straße von hinten in den Rücken. Jean stirbt in Nellys Armen.

## Filmhistorischer Zusammenhang
Hafen im Nebel ist ein Paradebeispiel des poetischen Realismus im französischen Film jener Zeit. Grundstimmung, Struktur und Schluss erinnern an Pépé le Moko – Im Dunkel von Algier von Julien Duvivier. Beide Filme enden tragisch mit dem Tod der von Jean Gabin verkörperten Hauptfigur.
Der Film  zählt zu den größten kommerziellen Erfolgen von Marcel Carné und ist einer von sieben Filmen, die er gemeinsam mit Jacques Prévert und Alexandre Trauner drehte.

## Auszeichnungen
Marcel Carnés Film erhielt 1939 den renommierten Louis-Delluc-Preis und wurde auf den Filmfestspielen von Venedig preisgekrönt. Ein Jahr später wurde Hafen im Nebel in den USA von der National Board of Review als Bester ausländischer Film ausgezeichnet.

## Kritik
„Eines der überzeugendsten Beispiele des poetischen Realismus des französischen Kinos jener Zeit. Es geht dem Film weniger um einen Kriminalfall als um den tragischen Konflikt zwischen einer niederträchtig korrupten Welt und dem Anspruch des einzelnen auf Glück. Ausschließlich in den Dekors von Alexandre Trauner gedreht, wird er von einem sehr stilisierten Fatalismus beherrscht, den die hervorragende Kamera durch konzentrierte Bewegungen noch unterstreicht. Das poetisch ins Bild gesetzte Le Havre spiegelt intensiv die inneren Stimmungen und Gefühle.“

„Die hervorragende Fotografie arbeitet realistisch, doch scheint hinter der überzeugenden Atmosphäre eine tränenlos traurige Weltsicht durch. Ein künstlerisch interessantes Zeugnis eines Fatalismus, der vor einer düsteren Wirklichkeit nur kurz ein köstliches Glück aufleuchten läßt.“

„Carné und Prèvert ging es nicht um die Kriminalaffäre, die mit zahlreichen Zufällen und Unwahrscheinlichkeiten belastet ist, auch nicht um eine realistische Schilderung von Le Havre. Die Hafenstadt wird zur tristen Bühne,  auf der das Scheitern menschlicher Bemühungen exemplarisch dargestellt wird. [...] Es ist wohl bittere Ironie, daß nur ein Mensch in diesem Film seinen Traum vom Glück verwirklichen kann: Ein Tagedieb, der davon geträumt hat, einmal in einem weißbezogenen Bett zu schlafen.“

## Deutsche Synchronisation
Die deutsche Synchronbearbeitung wurde 1970 im Auftrag des ZDF für die Fernseherstausstrahlung (am 28. September 1970 um 21.00 Uhr) angefertigt.
| Rolle  | Darsteller      | Synchronsprecher  |
| ------ | --------------- | ----------------- |
| Jean   | Jean Gabin      | Günter Sauer      |
| Zabel  | Michel Simon    | Fritz Tillmann    |
| Nelly  | Michèle Morgan  | Helga Trümper     |
| Lucien | Pierre Brasseur | Reinhard Glemnitz |
| Panama | Édouard Delmont | Klaus W. Krause   |